# MasterChef (Italie)
Cet article concerne l'émission de télévision italienne. Pour les autres versions, voir MasterChef.
MasterChef Italia est une émission de télévision italienne de téléréalité culinaire diffusée sur Cielo (it) du 21 septembre 2011 au 7 décembre 2011 puis sur Sky Uno depuis le 13 décembre 2012.